# Dwór w Mojeszu
Dwór w Mojeszu – zabytkowy, murowany dwór z końca XIX wieku znajdujący się we wsi sołeckiej Mojesz, w gminie Lwówek Śląski, w powiecie lwóweckim województwa dolnośląskiego. W rejestrze gminnej ewidencji zabytków budynek ten oznaczono numerem 664.

## Informacje
Dwór położony jest w pobliżu dawnej linii kolejowej nr 284 z Lwówka Śląskiego do Gryfowa Śląskiego (obecnie zaadaptowanej na asfaltową ścieżkę pieszo-rowerową), której budowę datuje się na 1885 rok.
Budynek dworu jest dwukondygnacyjny, z użytkowym strychem, posadowiony na kamiennej podmurówce i przykryty dwuspadowym dachem pokrytym blachodachówką. Został wzniesiony w technologii murowanej z cegły i otynkowany. Podziały kondygnacyjne są zaakcentowane poziomymi gzymsami. Pierwsza kondygnacja jest boniowana, z wyraźnie zaznaczonymi narożnikami. Otwory okienne przyziemia, kondygnacji pierwszej i strychu ujęte są w proste opaski okienne, natomiast na drugiej kondygnacji posiadają bogato zdobione profilowane obramienia, zakończone płaskorzeźbionym naczółkiem. Elewacja główna ma dziewięć osi, z osiami centralnymi umieszczonymi w pseudoryzalicie, który zwieńczony jest odcinkiem balustrady tralkowej. W ścianach szczytowych otwory okienne strychu wieńczą naczółki o kształcie segmentowym.
Materiałem budowlanym wykorzystanym przy wznoszeniu dworu jest cegła oraz piaskowiec, widoczny w detalach architektonicznych takich jak opaski czy gzymsy. Całość wykazuje cechy późnego historyzmu, z bogatym detalem architektonicznym w górnych kondygnacjach.
Obiekt pełni funkcję prywatnego budynku mieszkalnego.